# Méliès Cinemes
Els Méliès Cinemes van ser dues sales d'exhibició cinematogràfica ubicades al carrer de Villarroel, núm. 102 de Barcelona. Van obrir el mes de desembre de 1996 pel cineasta Carles Balagué, que n'era el propietari. S'hi projectaven films d'autor i de cinema clàssic, sempre en versió original.
El 2 de juny de 2011 van patir un incendi i van haver de tancar temporalment. El gener de l'any següent van reobrir les seves portes amb les dues sales digitalitzades.
Van tancar definitivament el juliol de 2020 a causa de la crisi del coronavirus.